# Ischnothele caudata
Ischnothele caudata är en spindelart som beskrevs av Anton Ausserer 1875. Ischnothele caudata ingår i släktet Ischnothele och familjen Dipluridae. Inga underarter finns listade i Catalogue of Life.